# روبين مارتينيز دالماو
روبين مارتينيز دالماو هو سياسي إسباني، ولد في 17 نوفمبر 1970 في تيولادا في إسبانيا. نشط حزبياً في Unidas Podemos ‏. وقد انتخب Second vice-president and Regional Minister of Housing and Bioclimatic Architecture ‏ عن دائرة بلنسية (16 يونيو 2019 – ) وفي الانتخابات العامة الإسبانية 2015 ‏، انتخب عضو مجلس النواب الإسباني ‏ عن دائرة لقنت ‏ خلال فترته النيابية ‏ (12 يناير 2016 – 3 مايو 2016).